# Euplexaura robusta
Euplexaura robusta is een zachte koraalsoort uit de familie Plexauridae. De koraalsoort komt uit het geslacht Euplexaura. Euplexaura robusta werd in 1908 voor het eerst wetenschappelijk beschreven door Kükenthal. 